# ビースティ・ボーイズ
ビースティ・ボーイズ（英語: Beastie Boys）は、1978年に結成されたニューヨーク発のアメリカのヒップホップ・グループである。 マイケル・"マイクD"・ダイアモンド（ボーカル、ドラムス）、アダム・"MCA"・ヤウク（ボーカル、ベース）、アダム・"アドロック"・ホロヴィッツ（ボーカル、ギター、プログラミング）の3人で構成されている。
ビースティ・ボーイズは1978年に実験的ハードコアパンクバンド「ヤング・アボリジニーズ」（the Young Aborigines）のメンバーから結成されたバンドで、ボーカルにダイアモンド、ベースにジェレミー・シャタン、ギタリストにジョン・ベリー、ドラムにケイト・シェレンバックを迎えている。 1981年にシャタンが脱退すると、ヤウクがベースを担当するようになり、バンド名はビースティ・ボーイズに変更された。その後すぐにベリーが脱退し、ホロヴィッツが後任となった。
1983年の実験的なヒップホップ・シングル「Cooky Puss」で地元での成功を収めた後、ビースティー・ボーイズはヒップホップへの完全な移行を行い、シェレンバックは脱退した。彼らは1985年にマドンナとツアーを行い、その1年後にはデビューアルバム『Licensed to Ill』をリリースし、ビルボード200チャートでラップレコードとして初めて首位に立った。 2枚目のアルバム『Paul's Boutique』(1989年)は商業的には失敗に終わったが、後には絶賛を浴びた。その後、『Check Your Head』(1992年)と『Ill Communication』(1994年)がメインストリームで成功を収め、『Hello Nasty』(1998年)、『To the 5 Boroughs』(2004年)、『The Mix-Up』(2007年)、『Hot Sauce Committee Part Two』(2011年)が続いた。
ビースティ・ボーイズは米国で2000万枚のレコードを売り上げ、ビルボードが1991年に売上を記録し始めて以来、最も売れたラップグループとなった。 1986年から2004年までに7枚のアルバムがプラチナセールスを記録し、ビースティ・ボーイズは、世界で最も長く活動を続けるヒップホップ・グループの一つであった。2012年、ロックの殿堂入りを果たした3組目のラップグループとなった。同年、ヤウクが癌で死去し、マイクDとアドロックはヤウク無しでの音楽活動はありえないと判断し、音楽活動を休止。バンドの自叙伝の執筆や映画制作活動を開始。2018年には 『Beastie Boys Book』2020年には『Beastie Boys Story』（監督スパイク・ジョーンズ）を公開した。

## 概要
元々はダイヤモンドとヤウクが、初期に離脱した二人のメンバーと一緒に始めたハードコア・パンクバンドであった。ハードコア・パンク仲間のザ・ヤング・アンド・ザ・ユースレスからホロウィッツが加入し、ヒップホップ・ミュージシャン達とツアーを行ったりなどの交流を深めていく中で、当時としては珍しくレッド・ツェッペリンやクリーデンス・クリアウォーター・リバイバルなどロックの楽曲をサンプリングし、ラップロックのひな形が出来上がる。以降は、数多くの独創的な功績を残しており、ヒップホップからロック、さらにはクラブ・ミュージックにまで広大な影響力を及ぼした。リック・ルービンからは、「ヒップホップを郊外へ持ち出した」と評されている。
バンド名の由来は、敬愛するハードコア・パンクの重鎮バッド・ブレインズに肖り、「Bで始まる単語2つを冠するバンド名にしよう」と考案したもの。
「ローリング・ストーンの選ぶ歴史上最も偉大な100組のアーティスト」において第77位。
2012年に、ロックの殿堂入りを果たした。授賞式には、マイクDとキング・アドロックが出席し、療養中だったMCAも手紙を寄せた。プレゼンターは、旧友のパブリック・エナミーのチャックDとLL・クール・Jが務めた。

## 略歴
1979年に、パンク・バンド「ザ・ヤング・アンド・ザ・ユースレス」として結成。1981年に、「ビースティ・ボーイズ」と改名する。1984年、デフ・ジャムレーベルと契約したのを機に、ラップ／ヒップホップをフィーチャーしたサウンドへ転換。Run-D.M.C.、LLクールJらデフ・ジャム所属のヒップホップ系アーティストとツアーを行った。
1986年に、デビュー・アルバム『ライセンス・トゥ・イル』を発表。ヒップホップと言えど、音楽的にはパンクやハードロックの色が強く、ラップも黒人的なリズム感を持ったものではないが、ヒップホップ・アルバムとしては初めてビルボード1位を獲得。当時、同じデフ・ジャムに所属していたスレイヤーのギタリスト、ケリー・キングが参加し、シングル・カットされた『ファイト・フォー・ユア・ライト』も大ヒットした。
その後もコンスタントにアルバムを発表。サンプリングを激しく活用し商業的失敗に終わったが評価の高い1989年の『ポールズ・ブティック』、再び楽器を手にし原点回帰したような1992年の『チェック・ユア・ヘッド』、ヒップホップとギターサウンドを融合させ、再びビルボード・チャート1位に輝いた1994年の『イル・コミュニケーション』（「サボタージュ」収録）などで人気を高め、1998年にはよりストレートなヒップホップを展開した『ハロー・ナスティ』がグラミー賞を受賞するなど、世界的な地位を確かなものとした。
2004年に『トゥ・ザ・5ボローズ』をリリースしており、ライブやシングル発行などの活動はこの間も絶えず行っているものの、アルバムリリースのペースは次第に遅くなっている。政治的な活動も行っており、1990年代半ばにチベット独立の支持を明らかにし、1996年には多くのアーティストを集めた大規模な「Tibetan Freedom Concert」を行いサンフランシスコに10万人を集め、以後も継続的に開催しチベット支援を続けている。また、911テロの被害者支援コンサート、イラク戦争に対するプロテストソングのリリースなど、2000年代に入り政治的主張の機会も増えている。
2006年に、彼らのライブを50人のファンが撮影したドキュメンタリー映画「ビースティ・ボーイズ 撮られっぱなし天国」が公開された。
2012年5月4日、MCAが癌で亡くなる。47歳没。これを受けて今後ビースティ・ボーイズとしてのライヴを行う予定がないことを残りのメンバーが明言した。

## グランドロイヤル
1992年にはデフ・ジャムを離れ、キャピトル・レコードの支援で自身のレコード会社「グランドロイヤル (Grand Royal) 」を発足させ、同レーベルにはルシャス・ジャクソンをはじめアタリ・ティーンエイジ・ライオット、ショーン・レノン、ベン・リー、チボ・マット、バッファロー・ドーターなど多くの新進アーティストが契約し話題を呼んだ。
翌1993年にレコードのリリース事業を始めたほか、雑誌「Grand Royal Magazine」を発行し、1970年代の映画やテレビドラマ、大衆文化が好きな彼らの趣味に走った編集方針でアメリカのユース・カルチャーに影響を与えた。創刊号のブルース・リーの特集や史上最高のバスケットボール選手カリーム・アブドゥル＝ジャバーのインタビュー、「世界最悪の髪型」マレット特集など反響を呼ぶ記事を多く掲載した。
以後もブラン・ヴァン3000など優れたアーティストとの契約を進めたものの、経営難で2001年には閉鎖し、彼ら自身はキャピトル・レコードに移籍した。

## メンバー

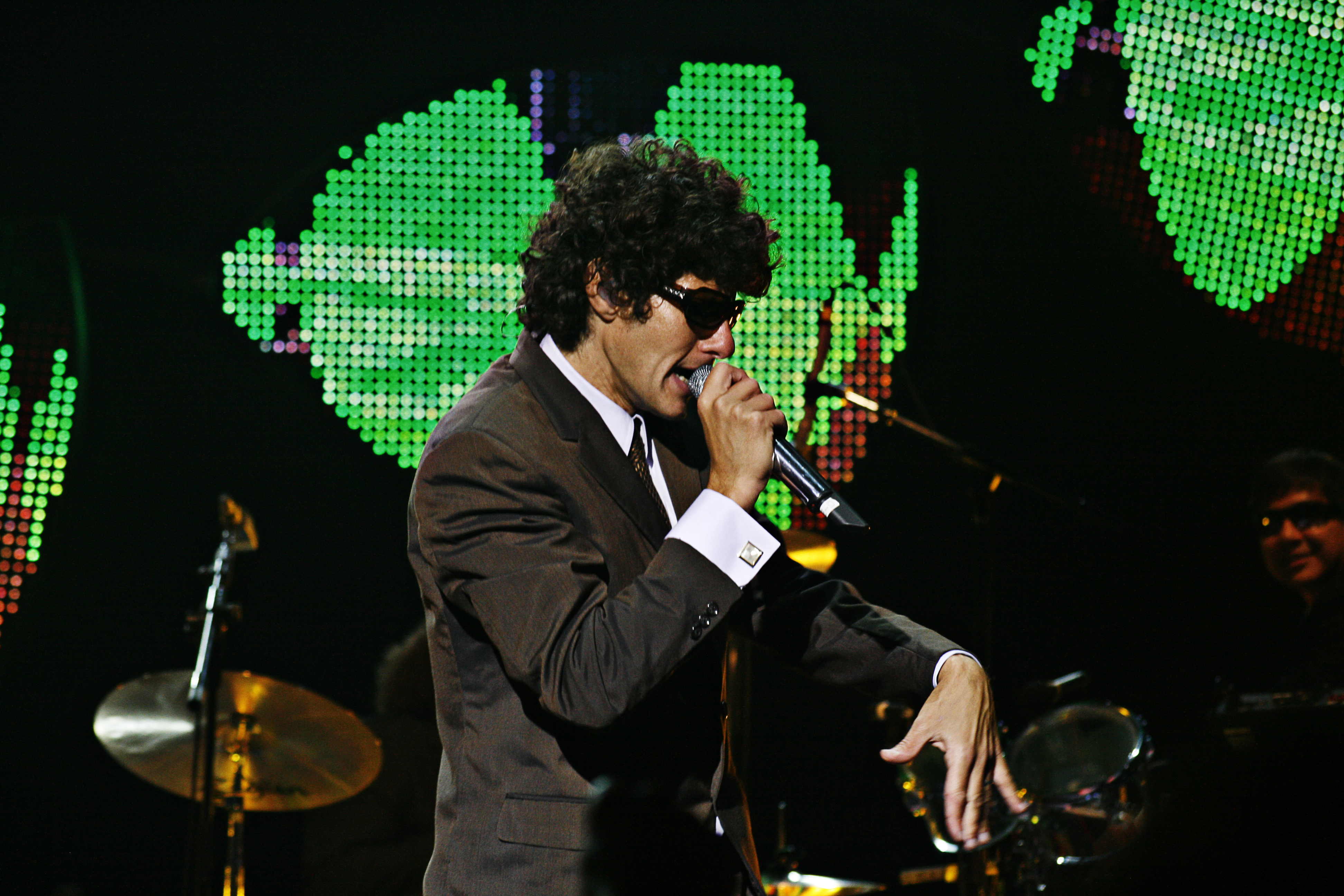
マイクD

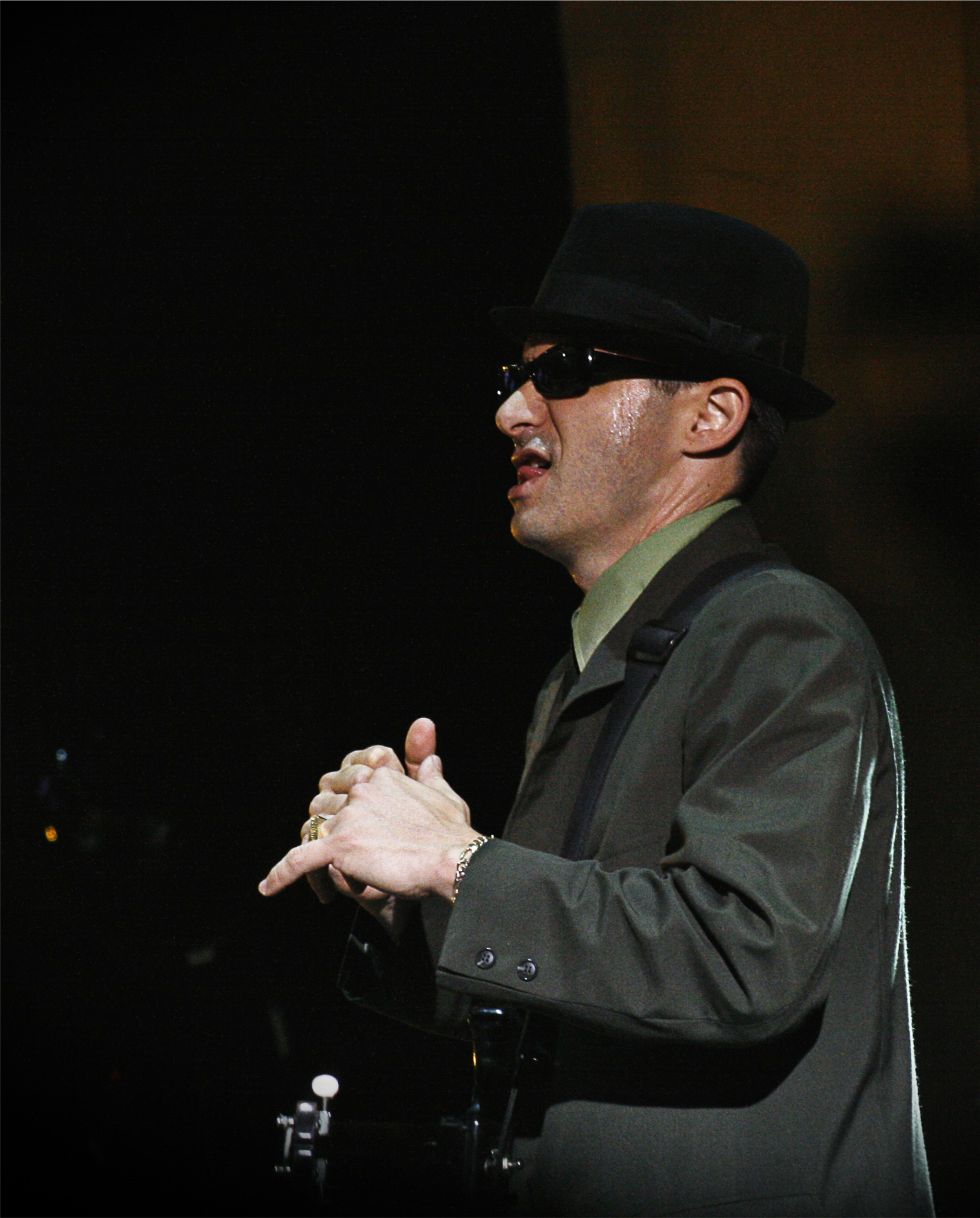
アドロック

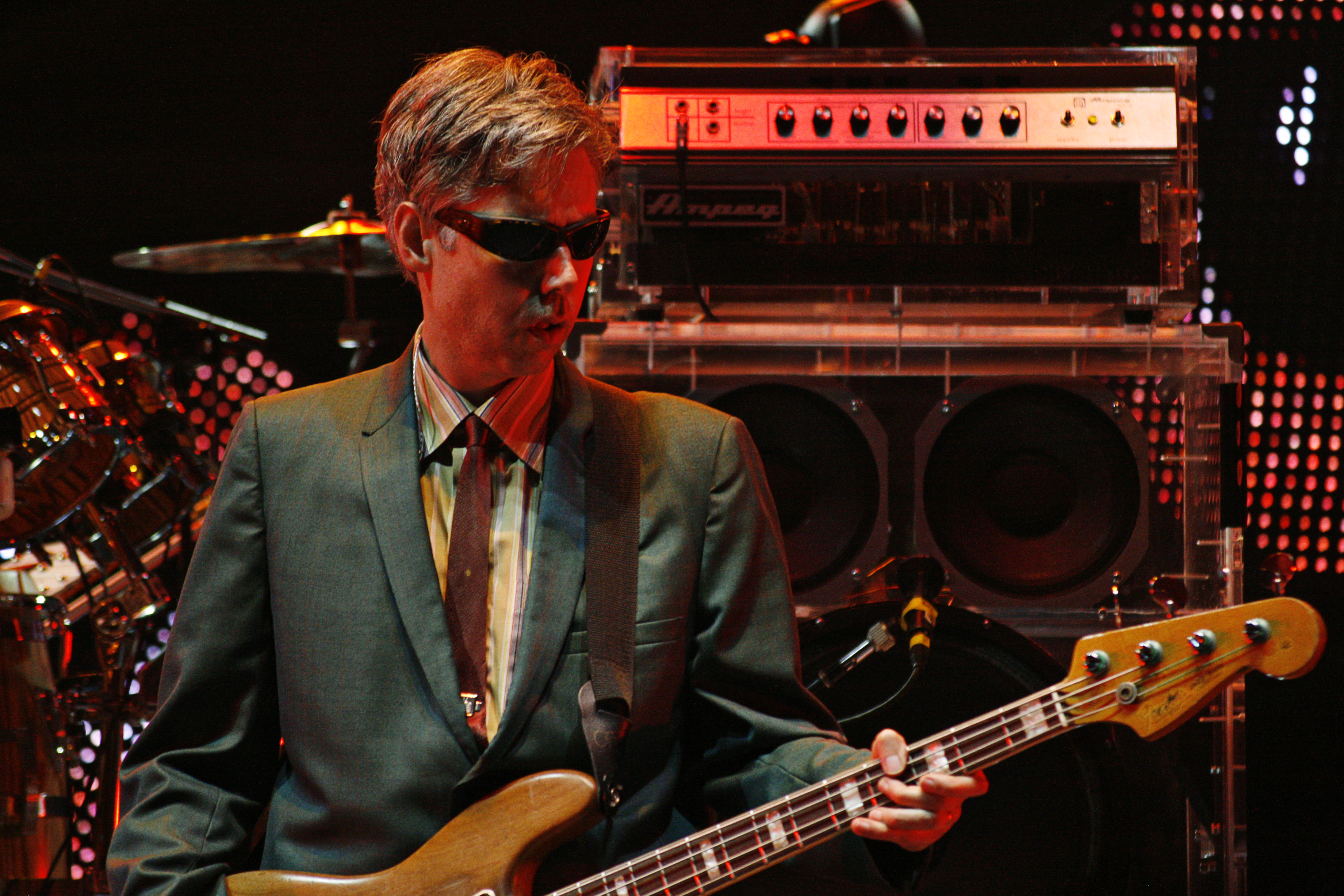
MCA

Mike D（マイクD）
本名：Michel Diamond（マイケル・ダイヤモンド）
MC、ドラム担当。
母は有名なアートディーラーで、ニューヨークの裕福な家庭で育つ。
King Ad-rock（キング・アドロック）
本名：Adam Horovitz（アダム・ホロヴィッツ）
MC、ギター担当。
父は著名な劇作家、脚本家で『いちご白書』や『喝采の陰で』を執筆したイスラエル・ホロヴィッツ。
日本のラッパーとも親交があり、スチャダラパーやTERIYAKI BOYZのプロデュースをしたこともある。
MCA（エムシーエー）
本名：Adam Yauch（アダム・ヤウク）
MC、ベース担当。グループのリーダー的存在。
2009年、左耳下腺に悪性の唾液腺腫瘍があることが判明。幸い声帯に影響は無く、手術も無事に成功した。同年9月に発売予定の新作『ホット・ソース・コミッティー・パート1』の発売は、MCAの復帰を待っての無期限延期となったが、2012年5月4日に他界。

### ツアーメンバー
Mix Master Mike（ミックス・マスター・マイク）
本名 ; Michael Schwartz（マイケル・シュワーツ）
DJ担当。ターンテーブリスト。
Money Mark（マニー・マーク）
本名 ; Mark Ramos-Nishita（マーク・ラモス＝ニシタ）
キーボード担当。
マイクD、アドロック、MCA、ミックス・マスター・マイクの4人はユダヤ系である。MCAは仏教徒で、チベット仏教を信仰している。

## MCAの死
先述の通り、2012年5月4日、MCAが癌で亡くなる。47歳没。ジャンルを超えた数多くのアーティスト、テレビやTwitter、その夜のライヴで追悼の意を述べた。追悼コメントを寄せた主なミュージシャンは、以下の通り。
- ザ・ストロークス
- ウィーザー
- レッド・ホット・チリ・ペッパーズ
- トム・ヨーク
- コールドプレイ[12]
- エミネム
- Run-D.M.C.
- チャック・D（パブリック・エナミー）
- ショーン・レノン
- ビリー・ジョー・アームストロング（グリーン・デイ）
- エルトン・ジョン
- レニー・クラヴィッツ[13]
- ジャスティン・ティンバーレイク
- ミラ・ジョヴォヴィッチ[14]
- グレアム・コクソン
- アンドリューW.K.[15]
- トム・モレロ（レイジ・アゲインスト・ザ・マシーン)
- トラヴィス・バーカー（ブリンク 182)[16]
- リンキン・パーク
- コリィ・テイラー（ストーン・サワー、スリップノット）
- ウィル・アイ・アム（ブラック・アイド・ピーズ）[17]
- モービー
- マドンナ
- スラッシュ[18]
- ジェイ・Z
- アイスT
- MCハマー
- LLクールJ
- クリス・ノヴォセリック（元ニルヴァーナ）
- ソニック・ユース
- ジョー・サトリアーニ
- シェリル・クロウ[19]
- MCU
- 坂本美雨[20]
- 高木完[21][22][23]
- ZEEBRA[24]
- いとうせいこう[25][26][27]
- フレッド・ダースト（リンプ・ビズキット）[28]
- ANI（スチャダラパー）[29][30]
- 石毛輝（the telephones）[31]
- 桐島ローランド
- 小山田圭吾
- 酒井雄二（ゴスペラーズ）[32]
- 難波章浩（Hi-STANDARD）
- 山口隆（サンボマスター）[33]
- つるの剛士[34]
- 日高光啓（AAA）[35][36]

地元ニューヨークでは、ミュージック・ビデオのロケ地にファンが花を手向けたり、マディソン・スクエア・ガーデンがMCAの顔写真を添えて、「ニューヨークという巨大で忙しい街は、こういう時にいろいろな方法で心を開いて見せてくれるとてもユニークな場所」と感謝を告げ、当日のニューヨーク・メッツの試合では、選手の入場曲をすべてビースティーズの楽曲に統一したりと、街は追悼の意に包まれた。

## ディスコグラフィ

### アルバム
| 年                                        | タイトル                     | アルバム詳細 | チャート最高位 | チャート最高位 | チャート最高位 | チャート最高位 | チャート最高位 | チャート最高位 | チャート最高位 | チャート最高位 | チャート最高位 | 認定 |
| 年                                        | タイトル                     | アルバム詳細 | US             | AUS            | CAN            | GER            | NLD            | NZ             | SWE            | SWI            | UK             | 認定 |
| ----------------------------------------- | ---------------------------- | --- | -------------- | -------------- | -------------- | -------------- | -------------- | -------------- | -------------- | -------------- | -------------- | --- |
| 1986                                      | Licensed to Ill              | - 発売日: 1986年11月15日 - レーベル: Def Jam, Columbia - フォーマット: CD, LP, cassette, 8T - 全米売上: 1,000万枚  | 1              | 62             | 5              | —              | 15             | 12             | 30             | —              | 7              | - US: ダイヤモンド - CAN: プラチナ - UK: ゴールド                                                                  |
| 1989                                      | Paul's Boutique              | - 発売日: 1989年7月25日 - レーベル: Capitol - フォーマット: CD, LP, cassette - 全米売上: 210万枚                   | 14             | 72             | 30             | —              | 30             | 50             | 38             | —              | 44             | - US: 2× プラチナ - CAN: プラチナ - UK: シルバー                                                                   |
| 1992                                      | Check Your Head              | - 発売日: 1992年4月21日 - レーベル: Capitol - フォーマット: CD, LP, cassette, MD - 全米売上: 220万枚               | 10             | —              | 32             | —              | —              | 37             | —              | —              | 106            | - US: 2× プラチナ - CAN: 2× プラチナ - UK: シルバー                                                                |
| 1994                                      | Ill Communication            | - 発売日: 1994年5月23日 - レーベル: Capitol - フォーマット: CD, LP, cassette - 全米売上: 340万枚                   | 1              | 8              | 7              | 11             | 31             | 6              | 7              | 12             | 10             | - US: 3× プラチナ - CAN: 3× プラチナ - UK: ゴールド                                                                |
| 1998                                      | Hello Nasty                  | - 発売日: 1998年7月14日 - レーベル: Capitol - フォーマット: CD, LP, cassette, digital download - 全米売上: 350万枚 | 1              | 1              | 2              | 1              | 2              | 1              | 2              | 1              | 1              | - US: 3× プラチナ - AUS: プラチナ - CAN: 3× プラチナ - NZ: プラチナ - SWE: ゴールド - SWI: ゴールド - UK: ゴールド |
| 2004                                      | To the 5 Boroughs            | - 発売日: 2004年6月15日 - レーベル: Capitol - フォーマット: CD, LP, cassette, digital download - 全米売上: 130万枚 | 1              | 2              | 1              | 3              | 14             | 4              | 20             | 5              | 2              | - US: プラチナ - AUS: ゴールド - CAN: ゴールド - UK: ゴールド                                                      |
| 2007                                      | The Mix-Up                   | - 発売日: 2007年6月26日 - レーベル: Capitol - フォーマット: CD, LP, digital download - 全米売上: 4.4万枚           | 15             | 42             | —              | —              | 84             | —              | —              | 25             | 79             | |
| 2011                                      | Hot Sauce Committee Part Two | - 発売日: 2009年5月3日 - レーベル: Capitol - フォーマット: CD, LP, digital download - 全米売上: 12.8万枚           | 2              | 7              | 3              | 3              | 6              | 17             | —              | 3              | 9              | |
| "—"は未発売またはチャート圏外を意味する。 |                              | |                |                |                |                |                |                |                |                |                | |

### ベスト・アルバム
- Beastie Boys Anthology the Sounds of Science（1999年）
- Solid Gold Hits（2005年）